# 吴法宪
吴法宪（1915年8月25日—2004年10月17日），江西永丰人，原中国人民解放军将领。原中国共产党、中华人民共和国政治人物，原副国级领导人。1930年参加中国工农红军，1955年被授予中国人民解放军中将军衔。1965年接任空軍司令員，文革時升任解放军副總參謀長和「軍委辦事組」副組長。他被认为是林彪集团的重要成员，“四大金刚”之一。

## 生平

### 早年
吴法宪，原名吴文玉，1915年出生于江西永丰县君埠乡的一个农民家庭，父亲吴功信，母亲曾氏。自7岁起，吴法宪进入当地的私塾、小学读书。1930年5月，其祖父吴芳德去世，家道逐渐中落，吴法宪遂辍学:2。

### 第一次國共內戰時期
1930年，中国工农红军第四军到达永丰，组织起苏维埃政权，吴法宪加入村里的儿童团，并在第一次反围剿中参与为红军送信、放哨、护送伤员等任务:4。随后，吴法宪加入共青团，并于当年12月参军，被编入红军赣东游击队。1931年初，赣东游击队编入赣东独立团，吴法宪因年纪太小不被接受，辗转至宁都地区加入宁都独立团:13，参加了一些战斗，并曾负责押送“AB团”成员:4。
1931年，宁都独立团改番号为广南独立团，吴法宪成为通讯员，又因粗通文墨，做了连队文书:17。1932年春，广南独立团被编为广昌独立师十一团，吴法宪进入十团（原红十二军第105团）担任政治处青年干事（主任赖际发）:20。1932年5月，吴法宪被师政委史犹生调至师政治部任青年科长。10月，进入中央苏区的团校学习，年底返回已被改编为红二十二军六十四师的部队，继续担任师政治部青年科长:27。
第四次围剿后，红二十二军六十四师在“藤田整编”中被编为红一军团二师六团，自此吴法宪开始在林彪麾下从军:30。1933年，吴法宪被调往红一师任政治部青年干事（主任谭政）。1934年，随红一军团参加长征，先后担任红一师直属队总支书记、红一师三团（团长黄永胜）总支书记，中国工农红军陕甘支队第二大队总支书记，红一军团二师（师长刘亚楼）二团政委。到达陕北后，参加了直罗镇战斗和东征阎锡山。工农红军改编为八路军后，任115师第343旅685团政训处副主任:42-117。

### 抗日戰爭时期
1937年9月，吴法宪参与了115师驰援平型关的战斗，其间杨得志代替黄永胜担任685团团长，1938年初，吴法宪接替邓华担任685团政委。1938年10月，685团作为八路军苏鲁豫支队东进微山湖地区进行敌后作战，期间吴法宪改掉了吴文玉的原名，后因“湖西肃托”事件，被降职为团政治部主任:245-246。
1940年8月，八路军苏鲁豫支队改编为八路军第五纵队第一支队，吴法宪任第一支队政治部主任，后升任第五纵队政治部主任:258。皖南事变后，八路军第五纵队改编为新四军第三师，师长黄克诚，吴法宪仍任政治部主任。1942年10月，吴法宪与女学生陈绥圻结婚:313。

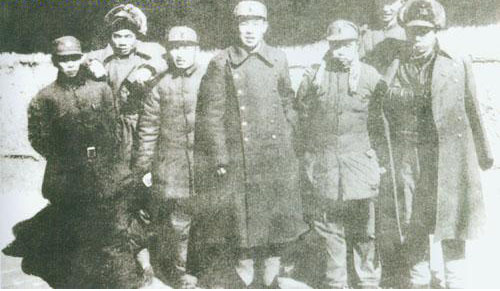
新四军第3师部分领导人合影。左起：彭明治、吴信泉、杨光池、刘震、吴法宪、洪学智、李一氓

### 第二次國共內戰时期
1945年9月，中共中央电令黄克诚率领新四军第三师前往东北，吴法宪随军前往。1946年任辽西军区副政委。后新四军第三师的八旅、十旅、独立旅改编为东北民主联军第二纵队，司令员刘震，吴法宪任政委。二纵是东北民主联军的王牌纵队，歼敌数量位居东北野战军第一，参加了三下江南，四保临江、辽沈战役，最先攻入锦州、沈阳。1948年末，吴法宪随军进入关内，参加了平津战役。东北野战军改称第四野战军，二纵改为第三十九军，吴法宪仍担任政委。第三十九军隶属第十四兵团，后吴法宪改任十四兵团副政委兼政治部主任。在四野南下的过程中，吴法宪因打猎时枪管爆炸，左手拇指被炸断，留在武汉养伤，未随十四兵团司令刘亚楼进京组建空军。1949年下半年，吴法宪改任四野第十三兵团副政委兼政治部主任，参与进军广西。

### 中華人民共和國初期
吴法宪在回忆录中表示，在朝鮮戰爭爆發前的1950年5月，中共中央軍委決定要黃永勝、吴法宪等人準備帶領十三兵團的四個軍入朝，但并未成行。1950年5月5日，在刘亚楼的要求下，吴法宪被中央军委调任中国人民解放军空军副政治委员兼政治部主任。1955年，吴法宪被授予空军中将军衔，获二级八一勋章、一级独立自由勋章和一级解放勋章。1957年任中国人民解放军空军政治委员。1959年庐山会议时，参与了对老上级黄克诚、邓华的批判，揭发了黄克诚的“黄金问题”，引起軒然大波。在空军领导工作中，刘亚楼脾气火爆，以治军严格著称，而吴法宪则性情和蔼，没有脾气，所以二人长久合作，关系较好。1965年刘亚楼病逝前曾交代吴法宪将林彪的女儿林立衡安排进入空军报社工作。之后在刘亚楼病逝前的推荐和林彪的提名下，吴法宪于1965年5月继任空军司令员。

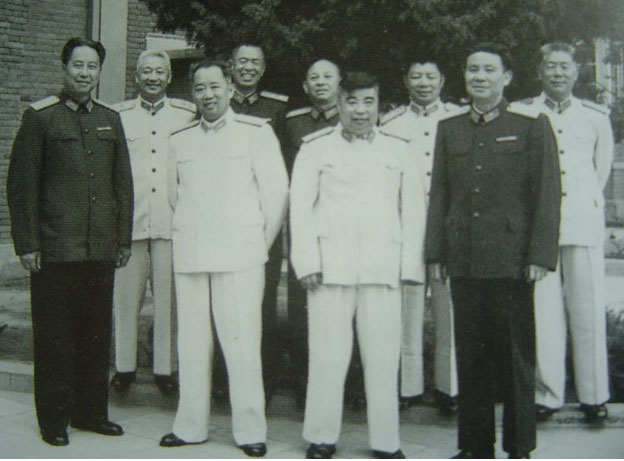
1957年5月，空军和防空军合并后空军领导人合影。左起：成钧、徐深吉、刘亚楼、曹里怀、谭家述、吴法宪、王辉球、刘震、常乾坤

### 文化大革命

#### 打倒罗瑞卿
1965年12月，林彪之妻叶群交给吴法宪批判罗瑞卿的材料。12月8日至15日，批判罗瑞卿的中央会议在上海举行，吴法宪按照叶群的交代发言指责罗瑞卿反对林彪。之后又搜集罗瑞卿向刘亚楼说“四条”意见，反对林彪的证据。1966年3月4日开始的在京西宾馆举行的批斗罗瑞卿的会议上，吴法宪说：“罗瑞卿有野心，反对林副主席，向党伸手，阴谋夺取军权，你跑遍全国看地形，干什么？就是为将来你自己指挥军队，你准备……” ，并揭发了罗瑞卿向刘亚楼所说的“四条”。

#### 空军会议
1966年5月，文化大革命正式爆发，吴法宪此时正在西北参与中国第一次氢弹空投试验的准备工作，本不打算马上回北京，叶群让余立金转告吴法宪：“要尽快赶回北京，否则就会变成‘恩克鲁玛’了（被政变推翻）”。此时，去世的刘亚楼被批评与罗瑞卿关系不正常，而空军的一些高级领导本就对吴法宪接任空军司令存在不满，因此在1966年6月6日开始的空军会议上，刘震、曹里怀、徐深吉、成钧、谭家述、常乾坤、王辉球等空军副司令、副政委联合批判吴法宪迟迟不返回北京参加“文化大革命”，且个人存在作风问题、生活问题、工作问题、干部问题。但随后林彪表态支持吴法宪，在7月11日举行的军委常委会议上，贺龙、叶剑英、聂荣臻等人批评了刘震、张廷发等人的行为，之后刘震、张廷发停职检讨。吴法宪得知成钧、傅传作等人曾向老领导贺龙汇报空军会议的情况，当时贺龙表示：“吴法宪、余立金有错误”。于是吴法宪将材料汇总，写成报告称以“贺龙元帅为首的黑线”操控空军会议，上报毛泽东和林彪，该信成为贺龙被打倒的导火索之一。

#### 军委办事组
1966年冬至1967年初，吴法宪受到空军院校和空军机关“造反派”的冲击，据吴法宪回忆，毛泽东曾表示“吴法宪可以炮轰、火烧，但不能打倒”，吴法宪由此受到了江青的保护，在写好检讨后得以重新主持空军工作，并在之后升任中国人民解放军总参谋部副总参谋长。同年，在叶群的要求下，吴法宪将林彪之子林立果安排进入空军司令部担任秘书。1967年七·二〇事件后，吴法宪在批斗陈再道的中央会议上打了陈再道一个耳光。
由于“二月逆流”后，叶剑英、聂荣臻、萧华等军委老干部被迫“靠边站”，1967年8月17日，由周恩来提议，毛泽东批准，军委看守小组成立，吴法宪任组长。9月24日，周恩来和中央文革小组又决定增加杨成武为办事组成员，并指定杨成武为组长，吴法宪为副组长，主持军委日常工作。
1968年3月发生的杨、余、傅事件中，杨成武、余立金和吴法宪在对单世充（余立金秘书）和杨毅（杨成武女儿）的婚外恋丑闻处理方法上产生矛盾，余立金向叶群汇报，表示对吴法宪的不满，林彪得知后表态支持吴法宪，要他“腰杆子要挺起来，要顶住”。之后，毛泽东也表态支持吴法宪，3月22日，中共中央、国务院、中央军委、中央文革下令撤消杨成武、余立金、傅崇碧三人职务，余立金被指为“叛徒”遭逮捕。3月25日，中共中央军委办事组改组，毛泽东等任命黄永胜、吴法宪任正、副组长。之后因温玉成秘书告密事件，黄永胜、吴法宪等军委办事组成员和以江青为首的中央文革小组的矛盾公开化。

#### 矛盾激化
1969年，吴法宪在周恩来的领导下参加了“九大”的筹备工作，4月1日，九大正式召开，会上，吴法宪当选中国共产党第九届中央政治局委员。因黄永胜、吴法宪等人指示一些军队代表在选举中央委员、中央候补委员的过程中不投江青、康生、张春桥、姚文元等人的票，双方的矛盾进一步激化。
1970年，吴法宪成为宪法修改小组成员。8月14日，吴法宪、陈伯达、康生、张春桥四人在中南海开会讨论修改宪法问题，期间吴法宪与张春桥就三个副词（即林彪在《毛主席语录》再版前言中的口号‘毛泽东天才地、全面的、创造性地继承、捍卫和发展了马克思列宁主义’）爆发激烈冲突。会后吴法宪将情况汇报给叶群，导致林彪在8月23日庐山会议第一天的发言中“称天才”，不点名地批评张春桥。但由于毛泽东对张春桥的支持，会议形势逆转，陈伯达被打倒，吴法宪也受到批判，与李作鹏、邱会作一同被要求作检讨。庐山会议结束后，吴法宪再次写检讨给毛泽东，但遭毛泽东严厉批示，并要求其他人也继续作检讨。之后吴法宪的检讨一直无法“过关”，直到1971年初，毛泽东才批示“可以了”。

#### 九·一三
在1969年10月17日，吴法宪应叶群要求将林立果提拔，任命其为空军司令部办公室副主任兼作战部副部长，并在之后对林立果说：“你在空军可以调动一切，可以指挥一切。”林立果、周宇驰等人在空军内部扩散了该口号，并借此在空军掌握了极大的权力，为日后的九·一三事件埋下了伏笔。1971年9月12日，吴法宪在周恩来的指导下，参与了对山海关机场三叉戟飞机的调查。9月13日，该飞机搭载林彪等人强行起飞后，吴法宪在空军雷达上监视飞机的动向，命令飞行员潘景寅飞往北京，但没有收到回复。飞机飞至赤峰附近时，吴法宪向周恩来提议拦截，周恩来请示毛泽东后未获批准。之后吴法宪又参与了对周宇驰乘坐的直升机强行起飞事件的处理等工作。直到9月24日，吴法宪才与黄永胜、李作鹏、邱会作四人一同被隔离审查。

### 入狱
隔离审查后，吴法宪被关押至北京卫戍区二师驻通县某连，期间多次被李震、吴忠、杨德中等人提审。专案组从吴法宪处得到供词招认，1970年7月葉群私下向吳法憲稱：「如果不設國家主席，林彪怎麼辦？往哪裡擺？」:258，而吴法宪在回忆录中表示这是诱供造成的伪证，原话是汪东兴跟程世清说的，与叶群无关。
1973年吴法宪在中共十大上被开除党籍，并撤销党内外一切职务。1976年12月，吴法宪被转送到北京市秦城监狱关押。1979年后获准被亲人探视。1980年作为“林彪、江青反革命集团”主犯被起诉，1981年以组织领导反革命集团罪、阴谋煽颠政府罪、诬告、诬陷罪被判处有期徒刑17年，剥夺政治权利5年，同年9月，被“保外就醫”，送至济南安置。
1988年，吴法宪刑满。2004年10月17日在山东济南逝世，享年89岁。

## 轶事
吴法宪因身材较矮胖，外号“吴胖子”。张爱萍和吴法宪曾一同在新四军第三师工作过，受过吴法宪帮助，认为其人品不错。在吴法宪揭发黄克诚后，张爱萍私下对妻子说道：“吴胖子到空军去这才几年啊，怎么就学的这么坏？”

## 著作
- 吴法宪. . 香港: 北星出版社. 2006年9月. ISBN 962-86438-2-7.

## 家人
- 夫人陈绥圻
- 儿子吴新潮、女儿吴仲秋、吴金秋、吴巴璀、吴梦璀、养女陈彩芹